# Cheilinus abudjubbe
Cheilinus abudjubbe (лат.) — вид лучепёрых рыб семейства губановых, обитающий в Аденском заливе и в Красном море.
Этот вид был официально описан Эдуардом Рюппелем в 1835 году. Типовая местность не была указана, но считается, что это была Джидда. Обитает на глубине от 1 до 20 м. Максимальная длина тела 22 см. Охранный статус — вызывающие наименьшие опасения.